# Saint-Barthélemy (collettività d'oltremare)
Saint-Barthélemy, ufficialmente Collettività di Saint-Barthélemy (in francese Collectivité de Saint-Barthélemy), spesso abbreviata in Saint Barts, è un'isola delle Antille e dal 22 febbraio 2007 una collettività d'oltremare della Francia di 11 388 abitanti. Fino al 15 luglio 2007 era un comune francese provvisorio che faceva parte della DOM-ROM della Guadalupa. Gli abitanti si chiamano Saint-Barths.

## Storia

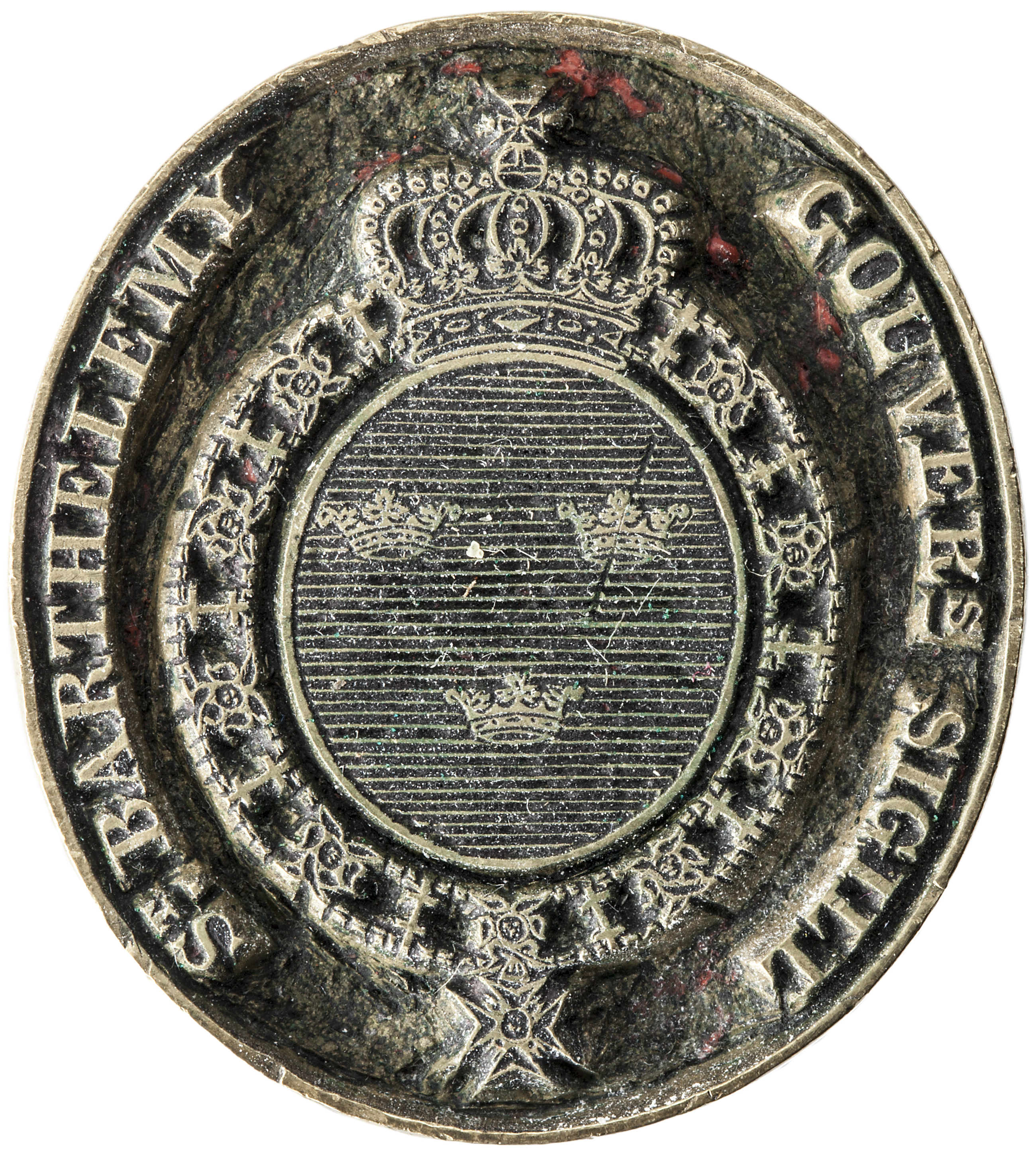
Sigillo del governatore della colonia svedese, 1784-1877.

### Scoperta
L'isola fu frequentata dai popoli provenienti dai Caraibi orientali, in particolare dai Taino. Il primo europeo a visitarla fu Cristoforo Colombo nel 1493.  

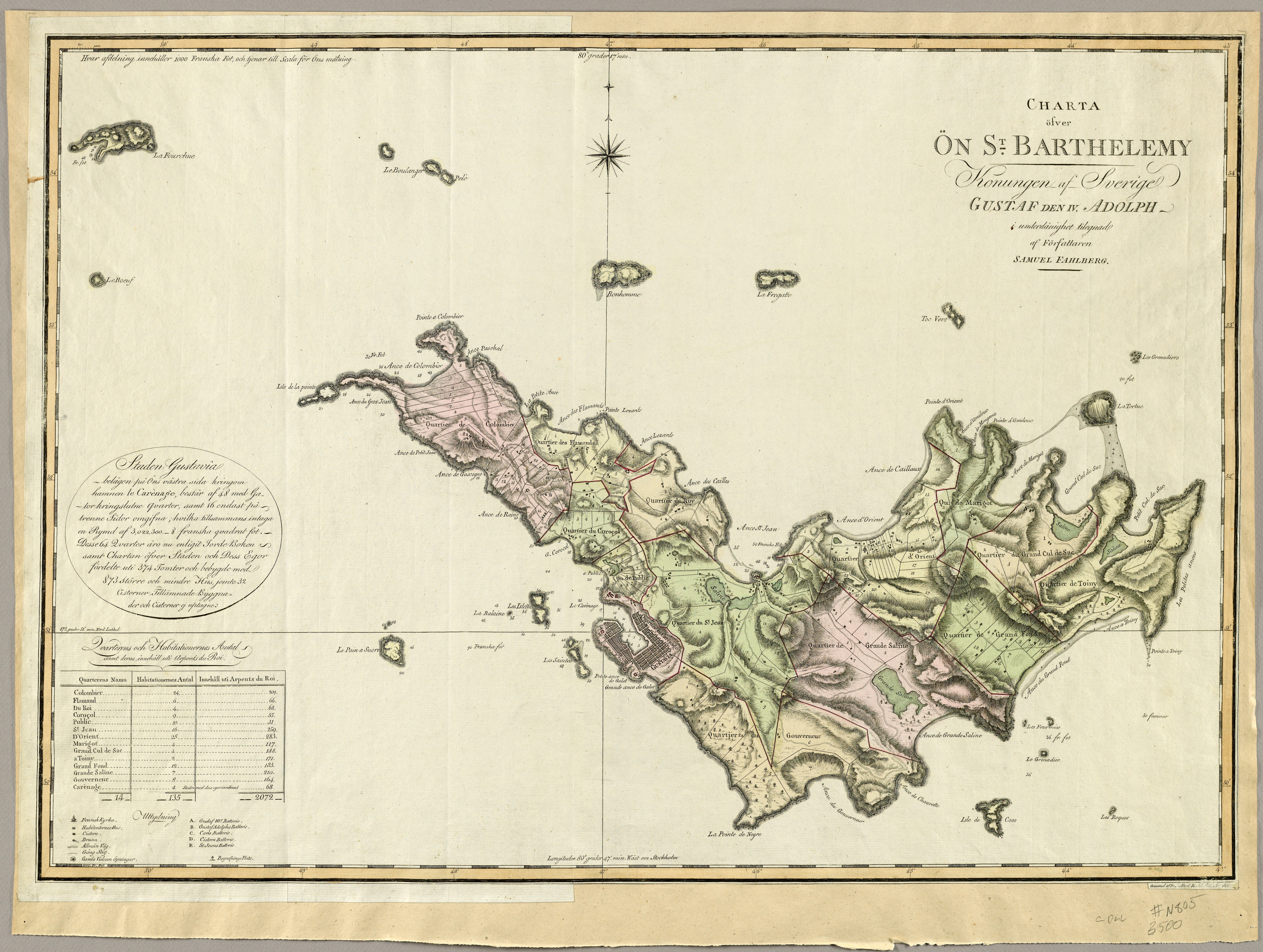
Storici quartiers (1801)

### XVII secolo
L'isola di Saint-Barthélemy venne rivendicata dalla Francia nel 1648. I primi coloni francesi erano stati incoraggiati da De Poincy, il tenente-governatore della Compagnia francese delle Indie occidentali e membro dell'Ordine di San Giovanni. Circa 60 coloni guidati da Jacques Gentes iniziarono a coltivare il cacao.

### XVIII secolo
Nel 1784 l'isola venne ceduta alla Svezia in cambio di alcuni diritti commerciali nel porto di Göteborg. Questo cambio di controllo portò progresso e prosperità, con gli svedesi che resero Gustavia un porto franco, agevolando per gli europei il commercio dei beni, compreso il materiale di contrabbando.

### XIX secolo
Nel 1852 un devastante uragano colpì l'isola; seguì un incendio.
La Svezia la governò per quasi un secolo, finché, a seguito di un plebiscito tenutosi nel 1877, la rivendette alla Francia; in seguito fu amministrata da Guadalupa.
La capitale dell'isola, Gustavia, prende nome dal re di Svezia Gustavo III.

### XX secolo
Il 19 marzo 1946 gli abitanti dell'isola diventarono cittadini francesi con pieni diritti.

## Geografia

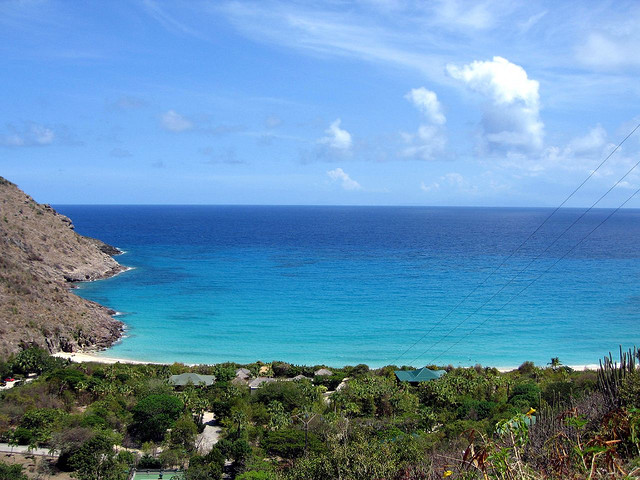
Costa di St. Barts

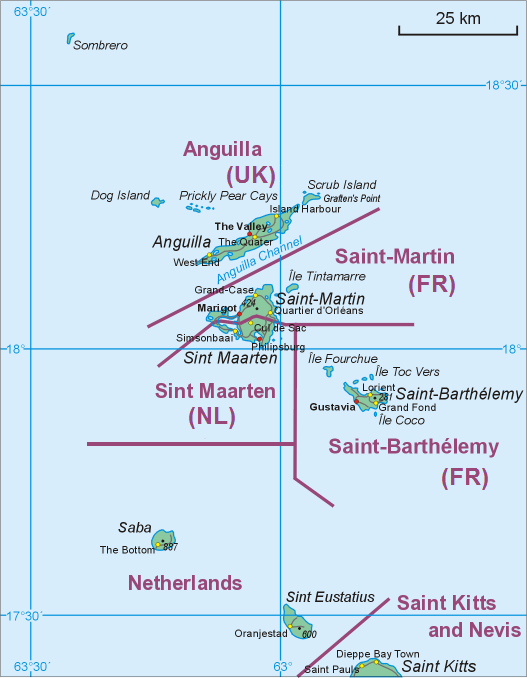
La mappa mostra l'ubicazione di St. Barts relativa a Sint Maarten / Saint Martin e St Kitts.

Una mappa di Saint-Barthélemy

Posta a circa 250 km ad est di Porto Rico e dalle vicine Isole Vergini, St. Barthélemy è situata a sud est delle isole di Saint Martin e Anguilla.
Fa parte delle Isole del Rinascimento. St. Barthélemy è separata da Saint Martin dal canale Saint-Barthélemy.
Si trova a nord est di Saba e Saint Eustatius, a nord di St Kitts. Ha alcuni piccoli isolotti satelliti, tra cui Île Chevreau (Île Bonhomme), Île Frégate, Île Toc Vers, Île Tortue e Gros Îlets (Ilots Syndare). Uno più grande, Île Fourchue, si trova a nord dell'isola, nel canale di Saint-Barthélemy. Altri isolotti rocciosi sono Coco, il Roques (o "Piccole rocce tartaruga"), il Goat e il Sugarloaf.

### Suddivisione

I quartieri. La suddivisione territoriale in 2 paroisses (parrocchie) con 40 quartieri.

Il territorio è suddiviso amministrativamente in 40 quartieri, corrispondenti a piccoli centri abitati, raggruppati in due paroisses (parrocchie):

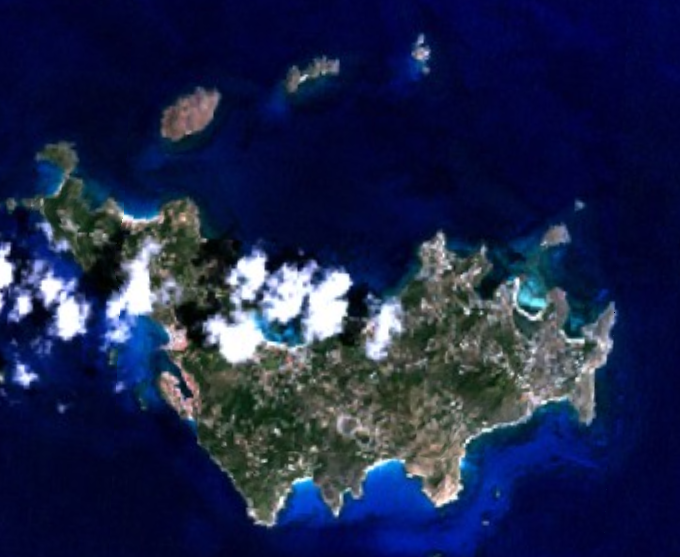
Immagine satellitare dell'isola

| Sous le Vent (Sottovento)                          | Sous le Vent (Sottovento) | Au Vent (Sopravvento)                                       | Au Vent (Sopravvento) |
| Nr                                                 | Quartieri | Nr                                                          | Quartieri |
| -------------------------------------------------- | --- | ----------------------------------------------------------- | --- |
| 1 2 3 4 5 6 7 8 9 10 11 12 13 14 15 16 17 18 19 20 | Colombier Flamands Terre Neuve Grande Vigie Corossol Merlette La Grande Montagne Anse des Lézards Anse des Cayes Le Palidor Public Col de la Tourmente Quartier du Roi Le Château Aéroport Saint-Jean Gustavia La Pointe Lurin Carénage | 21 22 23 24 25 26 27 28 29 30 31 32 33 34 35 36 37 38 39 40 | Morne Criquet Morne de Dépoudré Gouverneur Anse du Gouverneur Morne Rouge Grande Saline Petite Saline Lorient Barrière des Quatres Vents Camaruche Grand Fond Toiny Devet Vitet Grand Cul-de-Sac Pointe Milou Mont Jean Marigot Anse du Grand Cul-de-Sac Petit Cul-de-Sac |

### Clima
L'isola ha un clima tropicale, con temperature tra i 22 °C e i 30 °C, cioè caldo ma temperato dagli alisei. La stagione secca va da gennaio ad aprile e quella umida da luglio a novembre.

## Economia

### Agricoltura
La produzione agricola è difficile, dato il terreno secco e roccioso, ma i primi coloni sono riusciti a produrre verdure, cotone, ananas, sale, banane, oltre a praticare la pesca. In alcune zone viene coltivata la patata dolce.

### Artigianato
Corossol è nota per il suo artigianato: tessitura e borse fatte con fronde di palma è un'attività a basso reddito della popolazione indigena.

### Turismo
L'isola è meta di turisti tutto l'anno, soprattutto quelli americani nel periodo invernale, mentre i francesi e gli altri europei arrivano durante la stagione estiva. È rinomata per la vita mondana, ma possiede anche spiagge e scorci naturalistici di rara bellezza.
Le spiagge principali:
- St. Jean, frequentata da numerosi VIP,  con gli alberghi e i locali più famosi.
- Shell beach, fatta di conchiglie e frequentata soprattutto al tramonto.
- Anse Saline, splendida ed incontaminata, non attrezzata, spesso meta di naturisti.
- Anse du Colombier, raggiungibile solo via mare o con una camminata di una ventina di minuti.
- Anse du Gouverneur, dove ha casa il famoso magnate russo Roman Abramòvič e dove sono stati fatti gli scatti fotografici per Victoria's Secret.

## Politica e governo

La bandiera della Francia è la bandiera ufficiale di Saint Barthelemy.

## Cultura

### Musica
I Caraibi sono il luogo di nascita del calypso, merengue, soca, zouk e reggae, musiche che hanno influenzato la cultura isolana. Il St. Barthélemy Music Festival è un importante evento internazionale che si svolge ogni anno.

### Cucina
Le cucine francese, indiana occidentale, creola, italiana e asiatica sono comuni a St. Barthélemy. L'isola ha più di 70 locali che servono piatti variegati, nonché ristoranti gourmet; molti dei migliori ristoranti si trovano negli alberghi.

### Sport
Essendo cittadini francesi, gli abitanti di Saint-Barthélemy possono essere convocati nelle rappresentative sportive transalpine, anche se non mancano le rappresentative locali. Ad esempio, per quanto riguarda il calcio, Saint-Barthélemy milita insieme a Saint-Martin sotto l'egida della CFIN, che fa parte della CFU e della CONCACAF. In virtù di ciò i calciatori di Saint-Barthélemy possono essere convocati nella selezione di Saint-Martin, anche se esiste una formazione di calcio dell'isola, non affiliata però a nessuna confederazione internazionale.

## Trasporti

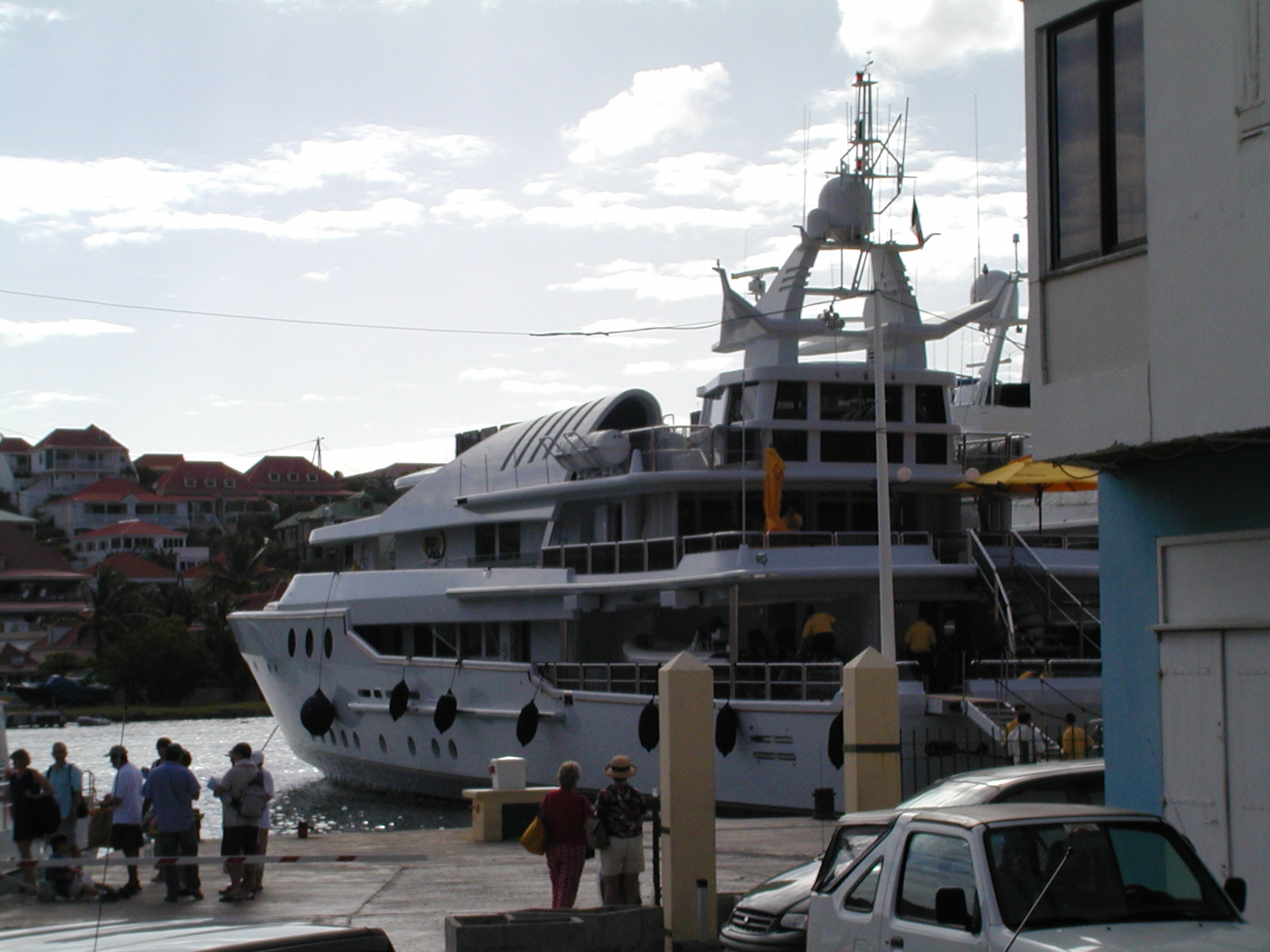
Barca privata ormeggiata a St. Barts

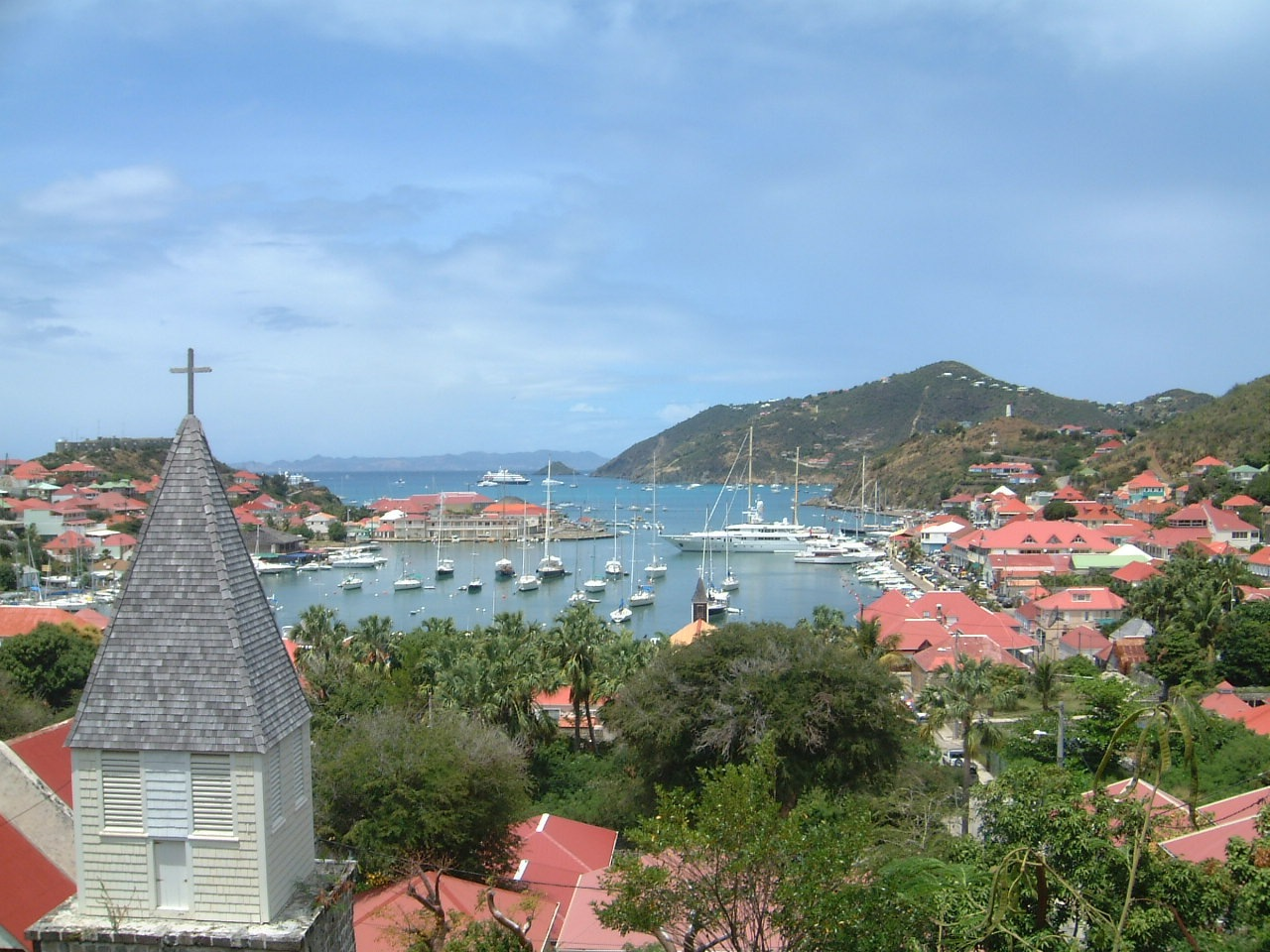
Il porto di Gustavia, il capoluogo dell'isola

L'isola è collegata via mare con l'isola di Saint Martin e via aerea con le isole caraibiche vicine: Saint Martin, Anguilla, Saint Lucia e Guadalupa. L'aeroporto, dato il difficile avvicinamento alla pista 10 a causa di un'altura adiacente, è considerato uno tra i più pericolosi al mondo.
Le strade strette e congestionate e la difficoltà di parcheggio diedero impulso alla diffusione delle Smart.